# Fotballklubben Haugesund 2017
Questa voce raccoglie le informazioni riguardanti il Fotballklubben Haugesund nelle competizioni ufficiali della stagione 2017.

## Stagione
A seguito del 4º posto finale della precedente stagione e al contemporaneo successo del Rosenborg nel Norgesmesterskapet 2016, l'Haugesund avrebbe affrontato il campionato di Eliteserien 2017 e l'Europa League 2017-2018, oltre al Norgesmesterskapet. Il 9 novembre 2016, è stato reso noto che Antonio Martins Silva, portoghese precedentemente allenatore dello Staal, sarebbe diventato l'assistente del tecnico Eirik Horneland. Il 19 dicembre è stato compilato il calendario del nuovo campionato, che alla 1ª giornata avrebbe visto l'Haugesund far visita allo Strømsgodset, nel weekend dell'1-3 aprile 2016.
Il 16 febbraio 2017, Filip Kiss è stato nominato capitano della squadra. Il 1º marzo, Karl Oskar Emberland è stato nominato nuovo assistente di Horneland.
Il 7 aprile è stato sorteggiato il primo turno del Norgesmesterskapet 2017: l'Haugesund avrebbe fatto visita al Vidar. La squadra ha superato questo ostacolo ed anche Vard Haugesund ed Egersund nei turni successivi, prima di arrendersi al Molde.
Il 19 giugno, l'UEFA ha sorteggiato il primo turno di qualificazione all'Europa League 2017-2018, a cui l'Haugesund avrebbe preso parte: la compagine norvegese avrebbe affrontato i nordirlandesi del Coleraine. Dopo una vittoria complessiva per 7-0, al secondo turno l'Haugesund avrebbe affrontato il Lech Poznań. La squadra è stata eliminata in questa fase, a causa di una sconfitta complessiva per 4-3.
L'Haugesund ha chiuso l'annata al 10º posto finale.

## Maglie e sponsor
Lo sponsor tecnico per la stagione 2017 è stato Macron, mentre lo sponsor ufficiale è stato Sparebanken Vest. La divisa casalinga era completamente bianca, con inserti blu. Quella da trasferta era invece blu, con inserti bianchi.
| Casa | Trasferta |

## Rosa
| N. |                       | Ruolo | Calciatore               |
| -- | --------------------- | ----- | ------------------------ |
| 1  | Norvegia (bandiera)   | P     | Per Kristian Bråtveit    |
| 4  | Norvegia (bandiera)   | D     | Fredrik Pallesen Knudsen |
| 5  | Croazia (bandiera)    | C     | Marko Ćosić              |
| 6  | Polonia (bandiera)    | C     | Jakub Serafin            |
| 6  | Slovacchia (bandiera) | C     | Filip Kiss               |
| 7  | Norvegia (bandiera)   | A     | Liban Abdi               |
| 8  | Norvegia (bandiera)   | C     | Sondre Tronstad          |
| 9  | Danimarca (bandiera)  | A     | Frederik Gytkjær         |
| 10 | Norvegia (bandiera)   | A     | Erik Huseklepp           |
| 11 | Norvegia (bandiera)   | D     | Tor Arne Andreassen      |
| 12 | Norvegia (bandiera)   | P     | Helge Sandvik            |
| 13 | Norvegia (bandiera)   | C     | Eirik Mæland             |
| 14 | Brasile (bandiera)    | D     | Bruno Soares             |
| 15 | Nigeria (bandiera)    | D     | Izuchuckwu Anthony       |
| 16 | Portogallo (bandiera) | C     | Bruno Leite              |

| N. |                                 | Ruolo | Calciatore             |
| -- | ------------------------------- | ----- | ---------------------- |
| 17 | Nigeria (bandiera)              | A     | Shuaibu Ibrahim        |
| 18 | Norvegia (bandiera)             | D     | Vegard Skjerve         |
| 19 | Norvegia (bandiera)             | D     | Kristoffer Haraldseid  |
| 20 | Norvegia (bandiera)             | A     | Johnny Buduson         |
| 22 | Norvegia (bandiera)             | D     | Alexander Stølås       |
| 23 | Bosnia ed Erzegovina (bandiera) | C     | Haris Hajradinović     |
| 24 | Norvegia (bandiera)             | P     | Herman Fossdal         |
| 26 | Norvegia (bandiera)             | D     | Sverre Bjørkkjær       |
| 29 | Norvegia (bandiera)             | C     | Robert Kling           |
| 31 | Norvegia (bandiera)             | C     | Kristoffer Gunnarshaug |
| 32 | Norvegia (bandiera)             | A     | Aagano Dialo Again     |
| 33 | Norvegia (bandiera)             | A     | Kristoffer Velde       |
| 34 | Norvegia (bandiera)             | A     | Kevin Krygård          |
| 35 | Nigeria (bandiera)              | C     | Anthony Ikedi          |
| 55 | Serbia (bandiera)               | C     | Aleksandar Kovačević   |

## Calciomercato

### Sessione invernale(dal 01/01 al 31/03)
| Arrivi           | Arrivi                   | Arrivi  | Arrivi        |
| R.               | Nome                     | da      | Modalità      |
| ---------------- | ------------------------ | ------- | ------------- |
| D                | Fredrik Pallesen Knudsen | Brann   | definitivo    |
| D                | Bruno Soares             |         | svincolato    |
| C                | Anthony Ikedi            | Gent    | prestito      |
| C                | Bruno Leite              | Skeid   | definitivo    |
| A                | Johnny Buduson           | Skeid   | definitivo    |
| A                | Frederik Gytkjær         | Lyngby  | definitivo    |
| A                | Erik Huseklepp           |         | svincolato    |
| Altre operazioni |                          |         |               |
| R.               | Nome                     | da      | Modalità      |
| A                | Derrick Mensah           | Karviná | fine prestito |

| Partenze | Partenze             | Partenze       | Partenze      |
| R.       | Nome                 | a              | Modalità      |
| -------- | -------------------- | -------------- | ------------- |
| D        | David Myrestam       |                | svincolato    |
| D        | William Troost-Ekong | Gent           | fine prestito |
| D        | Nemanja Tubić        |                | svincolato    |
| C        | Arent-Emil Hauge     | Vard Haugesund | prestito      |
| C        | Roy Miljeteig        |                | svincolato    |
| A        | Torbjørn Agdestein   |                | svincolato    |
| A        | Derrick Mensah       | Aluminij       | definitivo    |
| A        | Erling Myklebust     | Vard Haugesund | prestito      |

### Tra le due sessioni
| Arrivi | Arrivi | Arrivi | Arrivi   |
| R.     | Nome   | da     | Modalità |
| ------ | ------ | ------ | -------- |

| Partenze | Partenze     | Partenze | Partenze   |
| R.       | Nome         | a        | Modalità   |
| -------- | ------------ | -------- | ---------- |
| D        | Bruno Soares |          | svincolato |

### Sessione estiva(dal 20/07 al 16/08)
| Arrivi | Arrivi               | Arrivi         | Arrivi     |
| R.     | Nome                 | da             | Modalità   |
| ------ | -------------------- | -------------- | ---------- |
| C      | Marko Ćosić          | Inter Zaprešić | definitivo |
| C      | Aleksandar Kovačević | Lechia Danzica | definitivo |
| C      | Jakub Serafin        | Lech Poznań    | prestito   |

| Partenze | Partenze       | Partenze    | Partenze   |
| R.       | Nome           | a           | Modalità   |
| -------- | -------------- | ----------- | ---------- |
| C        | Filip Kiss     | Al-Ettifaq  | definitivo |
| A        | Johnny Buduson | Fredrikstad | prestito   |
| A        | Erik Huseklepp | Åsane       | prestito   |

### Dopo la sessione estiva
| Arrivi | Arrivi | Arrivi | Arrivi   |
| R.     | Nome   | da     | Modalità |
| ------ | ------ | ------ | -------- |

| Partenze | Partenze           | Partenze | Partenze   |
| R.       | Nome               | a        | Modalità   |
| -------- | ------------------ | -------- | ---------- |
| C        | Haris Hajradinović | Osijek   | definitivo |

## Risultati

### Eliteserien

#### Girone di andata
| Arbitro: | Hobber Nilsen (Oslo) |

|                                 |           |            |
| Tagbajumi 34’, 81’ Pedersen 76’ | Marcatori | 1’ Gytkjær |

| Arbitro: | Hansen (Feda) |

|                                   |           |                                                 |
| Gytkjær 15’, 90’ Ibrahim 36’, 47’ | Marcatori | 38’ (aut.) Skjerve 70’ Keita 80’ Retsius Grødem |

| Arbitro: | Steen (Bergen) |

|  |           |                      |
|  | Marcatori | 30’ Abdi 90’ Ibrahim |

| Arbitro: | Eskås (Oslo) |

|                                   |           |          |
| Børven 18’, 77’ Heltne Nilsen 29’ | Marcatori | 62’ Abdi |

| Haugesund 24 aprile 2017, ore 19:00 5ª giornata | Haugesund      | 0 – 0 referto | Molde | Haugesund Stadion (3.788 spett.)\| Arbitro: \| Steen (Bergen) \| |
| Arbitro:                                        | Steen (Bergen) |               |       |                                                                  |

| Arbitro: | Hafsås (Trondheim) |

|  |           |                                         |
|  | Marcatori | 43’ Kiss 53’ Huseklepp 83’ Hajradinović |

| Haugesund 7 maggio 2017, ore 18:00 7ª giornata | Haugesund         | 0 – 0 referto | Sogndal | Haugesund Stadion (4.627 spett.)\| Arbitro: \| Lundby (Bøverbru) \| |
| Arbitro:                                       | Lundby (Bøverbru) |               |         |                                                                     |

| Arbitro: | Hobber Nilsen (Oslo) |

|                      |           |  |
| Seck 57’ Sødlund 89’ | Marcatori |  |

| Arbitro: | Eskås (Oslo) |

|  |           |               |
|  | Marcatori | 29’, 51’ Ruud |

| Arbitro: | Døvle (Larvik) |

|                                |           |                                             |
| Stokke 46’ Sørli 60’ Mendy 85’ | Marcatori | 51’ (aut.) McDermott 62’ (aut.) D. Ulvestad |

| Haugesund 28 maggio 2017, ore 18:00 11ª giornata | Haugesund      | 0 – 0 referto | Sarpsborg 08 | Haugesund Stadion (4.004 spett.)\| Arbitro: \| Kjensli (Oslo) \| |
| Arbitro:                                         | Kjensli (Oslo) |               |              |                                                                  |

| Arbitro: | Steen (Bergen) |

|  |           |            |
|  | Marcatori | 9’ Ibrahim |

| Arbitro: | Døvle (Larvik) |

|                 |           |  |
| Hajradinović 3’ | Marcatori |  |

| Arbitro: | Saggi (Drammen) |

|            |           |             |
| Appiah 29’ | Marcatori | 88’ Skjerve |

| Arbitro: | Hagenes (Flaktveit) |

|                          |           |  |
| Kiss 17’ (rig.) Abdi 83’ | Marcatori |  |

#### Girone di ritorno
| Arbitro: | Saggi (Drammen) |

|                                                       |           |  |
| Stengel 27’ (rig.) Kjelsrud Johansen 34’ Juklerød 85’ | Marcatori |  |

| Arbitro: | Eskås (Oslo) |

|                            |           |  |
| Ibrahim 55’ Andreassen 84’ | Marcatori |  |

| Arbitro: | Hobber Nilsen (Oslo) |

|                                |           |                   |
| Ćosić 63’ (aut.) Halvorsen 90’ | Marcatori | 33’ (aut.) Rosted |

| Arbitro: | Hansen (Feda) |

|                        |           |                          |
| Abdi 9’ Andreassen 40’ | Marcatori | 64’ Omoijuanfo 66’ Gyasi |

| Arbitro: | Eskås (Oslo) |

|  |           |                        |
|  | Marcatori | 26’ (aut.) Reginiussen |

| Arbitro: | Kjensli (Oslo) |

|          |           |               |
| Abdi 19’ | Marcatori | 53’ Melgalvis |

| Arbitro: | Hagen (Grue) |

|  |           |             |
|  | Marcatori | 68’ Gytkjær |

| Arbitro: | Steen (Bergen) |

|                        |           |            |
| Stølås 78’ Skjerve 90’ | Marcatori | 45’ Haugen |

| Arbitro: | Hagenes (Flaktveit) |

|             |           |  |
| Hussain 44’ | Marcatori |  |

| Arbitro: | Hafsås (Trondheim) |

|                       |           |  |
| Ikedi 16’ Ibrahim 83’ | Marcatori |  |

| Arbitro: | Lundby (Bøverbru) |

|          |           |  |
| Sarr 29’ | Marcatori |  |

| Arbitro: | Eskås (Oslo) |

|                          |           |                                           |
| Andreassen 17’ Ikedi 44’ | Marcatori | 23’ Barmen 60’ (rig.) Wormgoor 82’ Børven |

| Arbitro: | Smehus Kringstad (Oslo) |

|            |           |                                          |
| Serafin 5’ | Marcatori | 7’ Jradi 57’ Glesnes 63’ Ulland Andersen |

| Arbitro: | Kjensli (Oslo) |

|                                    |           |  |
| Lehne Olsen 21’ Gamst Pedersen 47’ | Marcatori |  |

| Arbitro: | Hagenes (Flaktveit) |

|                  |           |                                       |
| Gytkjær 32’, 45’ | Marcatori | 19’ Sørli 51’ Øwre Gjertsen 67’ Bamba |

### Norgesmesterskapet
| Arbitro: | Higraff |

|  |           |                                        |
|  | Marcatori | 39’ Andreassen 70’ Gytkjær 90’ Buduson |

| Arbitro: | Hauge (Bergen) |

|  |           |                                                          |
|  | Marcatori | 11’, 16’ Ibrahim 24’ Kiss 80’, 90’ Huseklepp 87’ Buduson |

| Arbitro: | Hansen (Feda) |

|              |           |                                         |
| Norheim 118’ | Marcatori | 103’ (aut.) Wawrzynkiewicz 111’ Ibrahim |

| Arbitro: | Saggi (Drammen) |

|  |           |                            |
|  | Marcatori | 3’ Brustad 66’ Sigurðarson |

### Europa League
| Arbitro: | Tean |

|                                                                                       |           |  |
| Tronstad 8’ Abdi 33’ Hajradinović 42’ Ikedi 49’ Ibrahim 52’ Huseklepp 61’ Buduson 71’ | Marcatori |  |

| Newry 6 luglio 2017, ore 19:45 Primo turno di qualificazione Ritorno | Coleraine | 0 – 0 referto | Haugesund | The Showgrounds\| Arbitro: \| Xistra \| |
| Arbitro:                                                             | Xistra    |               |           |                                         |

| Arbitro: | Bieri |

|                                       |           |                                |
| Abdi 24’ Hajradinović 71’ Ibrahim 73’ | Marcatori | 75’ Majewski 90’ (rig.) Jevtić |

| Arbitro: | Harkam |

|                              |           |  |
| Jevtić 32’ Bille Nielsen 90’ | Marcatori |  |

## Statistiche

### Statistiche di squadra
| Competizione       | Punti | In casa | In casa | In casa | In casa | In casa | In casa | In trasferta | In trasferta | In trasferta | In trasferta | In trasferta | In trasferta | Totale | Totale | Totale | Totale | Totale | Totale | DR  |
| Competizione       | Punti | G       | V       | N       | P       | Gf      | Gs      | G            | V            | N            | P            | Gf           | Gs           | G      | V      | N      | P      | Gf     | Gs     | DR  |
| ------------------ | ----- | ------- | ------- | ------- | ------- | ------- | ------- | ------------ | ------------ | ------------ | ------------ | ------------ | ------------ | ------ | ------ | ------ | ------ | ------ | ------ | --- |
| Eliteserien        | 39    | 15      | 6       | 5       | 4       | 21      | 18      | 15           | 5            | 1            | 9            | 14           | 21           | 30     | 11     | 6      | 13     | 35     | 39     | -4  |
| Norgesmesterskapet | -     | 1       | 0       | 0       | 1       | 0       | 2       | 3            | 3            | 0            | 0            | 11           | 1            | 4      | 3      | 0      | 1      | 11     | 3      | +8  |
| Europa League      | -     | 2       | 2       | 0       | 0       | 10      | 2       | 2            | 0            | 1            | 1            | 0            | 2            | 4      | 2      | 1      | 1      | 10     | 4      | +6  |
| Totale             | -     | 18      | 8       | 5       | 5       | 31      | 22      | 20           | 8            | 2            | 10           | 25           | 24           | 38     | 16     | 7      | 15     | 56     | 46     | +10 |

### Andamento in campionato
| Giornata  | 1  | 2 | 3 | 4 | 5 | 6 | 7 | 8 | 9  | 10 | 11 | 12 | 13 | 14 | 15 | 16 | 17 | 18 | 19 | 20 | 21 | 22 | 23 | 24 | 25 | 26 | 27 | 28 | 29 | 30 |
| --------- | -- | - | - | - | - | - | - | - | -- | -- | -- | -- | -- | -- | -- | -- | -- | -- | -- | -- | -- | -- | -- | -- | -- | -- | -- | -- | -- | -- |
| Luogo     | T  | C | T | T | C | T | C | T | C  | T  | C  | T  | C  | T  | C  | T  | C  | T  | C  | T  | C  | T  | C  | T  | C  | T  | C  | C  | T  | C  |
| Risultato | P  | V | V | P | N | V | N | P | P  | P  | N  | V  | V  | N  | V  | P  | V  | P  | N  | V  | N  | V  | V  | P  | V  | P  | P  | P  | P  | P  |
| Posizione | 13 | 9 | 4 | 7 | 8 | 6 | 7 | 8 | 12 | 12 | 13 | 10 | 8  | 8  | 7  | 9  | 6  | 7  | 7  | 5  | 5  | 5  | 5  | 5  | 5  | 6  | 6  | 6  | 8  | 10 |

Fonte:  Eliteserien 2017, su altomfotball.no, Altomfotball.
Legenda:

Luogo: C = Casa; T = Trasferta. Risultato: V = Vittoria; N = Pareggio; P = Sconfitta.

### Statistiche dei giocatori
| Giocatore           | Eliteserien | Eliteserien | Eliteserien | Eliteserien | Norgesmesterskapet | Norgesmesterskapet | Norgesmesterskapet | Norgesmesterskapet | Europa League | Europa League | Europa League | Europa League | Altre coppe | Altre coppe | Altre coppe | Altre coppe | Totale   | Totale | Totale      | Totale     |
| Giocatore           | Presenze    | Reti        | Ammonizioni | Espulsioni  | Presenze           | Reti               | Ammonizioni        | Espulsioni         | Presenze      | Reti          | Ammonizioni   | Espulsioni    | Presenze    | Reti        | Ammonizioni | Espulsioni  | Presenze | Reti   | Ammonizioni | Espulsioni |
| ------------------- | ----------- | ----------- | ----------- | ----------- | ------------------ | ------------------ | ------------------ | ------------------ | ------------- | ------------- | ------------- | ------------- | ----------- | ----------- | ----------- | ----------- | -------- | ------ | ----------- | ---------- |
| L. Abdi             | 24          | 6           | 3           | 1           | 1                  | 0                  | 0                  | 0                  | 4             | 2             | 0             | 1             |             |             |             |             | 29       | 8      | 3           | 2          |
| A. Again            | 0           | 0           | 0           | 0           | 0                  | 0                  | 0                  | 0                  | 0             | 0             | 0             | 0             |             |             |             |             | 0        | 0      | 0           | 0          |
| T. Andreassen       | 23          | 3           | 3           | 0           | 3                  | 1                  | 1                  | 0                  | 3             | 0             | 1             | 0             |             |             |             |             | 29       | 4      | 5           | 0          |
| I. Anthony          | 1           | 0           | 0           | 0           | 0                  | 0                  | 0                  | 0                  | 0             | 0             | 0             | 0             |             |             |             |             | 1        | 0      | 0           | 0          |
| S. Bjørkkjær        | 2           | 0           | 0           | 0           | 2                  | 0                  | 0                  | 0                  | 2             | 0             | 0             | 0             |             |             |             |             | 6        | 0      | 0           | 0          |
| P. Bråtveit         | 28          | -34         | 0           | 0           | 1                  | -2                 | 0                  | 0                  | 2             | -4            | 0             | 0             |             |             |             |             | 31       | -40    | 0           | 0          |
| J. Buduson          | 12          | 0           | 0           | 0           | 3                  | 2                  | 0                  | 0                  | 2             | 1             | 0             | 0             |             |             |             |             | 17       | 3      | 0           | 0          |
| M. Ćosić            | 8           | 0           | 3           | 0           | 1                  | 0                  | 1                  | 0                  | -             | -             | -             | -             |             |             |             |             | 9        | 0      | 4           | 0          |
| H. Fossdal          | 0           | -0          | 0           | 0           | 0                  | -0                 | 0                  | 0                  | 0             | -0            | 0             | 0             |             |             |             |             | 0        | 0      | 0           | 0          |
| K. Gunnarshaug      | 0           | 0           | 0           | 0           | 0                  | 0                  | 0                  | 0                  | 0             | 0             | 0             | 0             |             |             |             |             | 0        | 0      | 0           | 0          |
| F. Gytkjær          | 24          | 6           | 2           | 0           | 2                  | 1                  | 0                  | 0                  | 3             | 0             | 0             | 0             |             |             |             |             | 29       | 7      | 2           | 0          |
| H. Hajradinović     | 14          | 2           | 2           | 0           | 4                  | 0                  | 0                  | 1                  | 3             | 2             | 1             | 0             |             |             |             |             | 21       | 4      | 3           | 1          |
| K. Haraldseid       | 28          | 0           | 2           | 0           | 4                  | 0                  | 1                  | 0                  | 3             | 0             | 0             | 0             |             |             |             |             | 35       | 0      | 3           | 0          |
| E. Huseklepp        | 15          | 1           | 0           | 0           | 3                  | 2                  | 0                  | 0                  | 4             | 1             | 0             | 0             |             |             |             |             | 22       | 4      | 0           | 0          |
| S. Ibrahim          | 29          | 6           | 2           | 0           | 3                  | 3                  | 0                  | 0                  | 4             | 2             | 0             | 0             |             |             |             |             | 36       | 11     | 2           | 0          |
| A. Ikedi            | 13          | 2           | 0           | 0           | 2                  | 0                  | 0                  | 0                  | 2             | 1             | 0             | 0             |             |             |             |             | 17       | 3      | 0           | 0          |
| F. Kiss             | 14          | 2           | 6           | 0           | 3                  | 1                  | 0                  | 0                  | 4             | 0             | 1             | 0             |             |             |             |             | 21       | 3      | 7           | 0          |
| R. Kling            | 0           | 0           | 0           | 0           | 2                  | 0                  | 0                  | 0                  | 0             | 0             | 0             | 0             |             |             |             |             | 2        | 0      | 0           | 0          |
| A. Kovačević        | 7           | 0           | 2           | 0           | -                  | -                  | -                  | -                  | -             | -             | -             | -             |             |             |             |             | 7        | 0      | 2           | 0          |
| K. Krygård          | 0           | 0           | 0           | 0           | 0                  | 0                  | 0                  | 0                  | 0             | 0             | 0             | 0             |             |             |             |             | 0        | 0      | 0           | 0          |
| B. Leite            | 23          | 0           | 1           | 0           | 3                  | 0                  | 0                  | 0                  | 3             | 0             | 1             | 0             |             |             |             |             | 29       | 0      | 2           | 0          |
| E. Mæland           | 4           | 0           | 0           | 0           | 0                  | 0                  | 0                  | 0                  | 0             | 0             | 0             | 0             |             |             |             |             | 4        | 0      | 0           | 0          |
| F. Pallesen Knudsen | 26          | 0           | 5           | 0           | 1                  | 0                  | 0                  | 0                  | 3             | 0             | 0             | 0             |             |             |             |             | 30       | 0      | 5           | 0          |
| H. Sandvik          | 2           | -5          | 1           | 0           | 3                  | -1                 | 0                  | 0                  | 2             | -0            | 0             | 0             |             |             |             |             | 7        | -6     | 1           | 0          |
| J. Serafin          | 10          | 0           | 3           | 0           | 1                  | 0                  | 1                  | 0                  | -             | -             | -             | -             |             |             |             |             | 11       | 0      | 4           | 0          |
| V. Skjerve          | 29          | 2           | 3           | 0           | 3                  | 0                  | 0                  | 0                  | 4             | 0             | 1             | 0             |             |             |             |             | 36       | 2      | 4           | 0          |
| B. Soares           | 0           | 0           | 0           | 0           | 2                  | 0                  | 1                  | 0                  | 0             | 0             | 0             | 0             |             |             |             |             | 2        | 0      | 1           | 0          |
| A. Stølås           | 30          | 1           | 2           | 0           | 4                  | 0                  | 1                  | 0                  | 4             | 0             | 1             | 0             |             |             |             |             | 38       | 1      | 4           | 0          |
| S. Tronstad         | 29          | 0           | 2           | 0           | 4                  | 0                  | 0                  | 0                  | 4             | 1             | 0             | 0             |             |             |             |             | 37       | 1      | 2           | 0          |
| K. Velde            | 9           | 0           | 0           | 0           | 0                  | 0                  | 0                  | 0                  | 0             | 0             | 0             | 0             |             |             |             |             | 9        | 0      | 0           | 0          |